# Manfred Greiffenhagen
Manfred Greiffenhagen (parfois orthographié Greifenhagen), né le 20 juillet 1896 et mort le 19 janvier 1945 au camp de concentration de Dachau, est un écrivain et cabaretiste allemand.